# Antonio Iovine
Antonio Iovine (* 20. September 1964 in San Cipriano d’Aversa, Provinz Caserta) ist ein italienisches Mitglied der Camorra und einer der Anführer des Casalesi-Clan aus Casal di Principe. Sein Spitzname ist „o’ninno“ (das Baby), wegen seines Kindergesichts, das er hatte, als er sehr früh Leiter der kriminellen Gruppe wurde. Er wurde am 19. Juni 2008 in Abwesenheit zu einer lebenslangen Freiheitsstrafe verurteilt.
Von 1996 bis zu seiner Verhaftung am 17. November 2010 führte ihn das italienische Innenministerium auf der Liste der Meistgesuchten, unter anderem wegen Mord. Ein internationaler Haftbefehl wurde am 10. August 1999 erlassen.
Iovine wird als „Abfallminister“ der Camorra bezeichnet. Gemäß dem Journalisten, Schriftsteller und Mafia-Experten Roberto Saviano kontrolliert die Organisation in Kampanien den gesamten Abfallwirtschaftszweig mit einem geschätzten jährlichen Umsatz von 880 Mio. US-Dollar.
Nach dem Abschluss des zehn Jahre andauernden Processo Spartacus (Spartacus-Prozess) wurde er am 19. Juni 2008 zusammen mit 35 weiteren Mitgliedern des Casalesi-Clan wegen Mordes und weiterer Delikte in Abwesenheit zu einer lebenslangen Freiheitsstrafe verurteilt. Zusammen mit dem Ende 2011 gefassten Michele Zagaria wurde er vom Gericht als Führungspersönlichkeit des Clans angesehen. Das Urteil wurde am 15. Januar 2010 vom Obersten Kassationsgerichtshof in Rom bestätigt.
Nach 14-jähriger Flucht wurde er am 17. November 2010 in einem Haus in Casal di Principe gefasst.